# Leroy Burrell
Leroy Russel Burrell (nascut el 21 de febrer de 1967) és un atleta dels Estats Units especialista en curses de velocitat. Va establir el rècord del món dels 100 m dues vegades. La primera d'elles fou el juny de 1991 quan deixà el rècord en 9"90 segons. Aquest rècord sols durà un mes, quan Carl Lewis el superà. El segons rècord fou el 1994, amb 9"85 segons i no fou superat fins als Jocs d'Atlanta de 1996, quan Donovan Bailey va córrer la prova en 9"84 segons.
Burrell va créixer a Lansdowne, Pennsilvània i estudià a Penn Wood. Els seus problemes a la vista farà que no triomfi en altres esports, però sí que destacà en atletisme des de ben jove. Cursà estudis universitaris a la Universitat de Houston, on destacà en totes les competicions internes.
Va guanyar la medalla de plata dels 100 m als Mundials d'Atletisme de Tòquio de 1991. Als Jocs Olímpics de Barcelona va fracassar a la prova dels 100 m, però no així als 4x100 m, on guanyà la medalla d'or.
Al Campionat Mundial d'Atletisme de 1993 de Stuttgart també va prendre part al relleu 4x100 m, on guanyà la medalla d'or.
Es va retirar el 1998 i començà a fer d'entrenador d'atletisme a la Univeritat de Boston.
Està casat amb la també atleta i medallista olímpica Michelle Finn i és germà de la saltadora de llargada Dawn Burrell.

## Millors marques
- 60 m. 6"48 a Madrid, el 13 de febrer de 1991
- 100 m. 9"85 a Lausana, el 6 de juliol de 1994
- 200 m. 20"12 a Nova Orleans, el 27 de juny de 1992